# 습식 세정

전문 습식 세정을 위한 세탁 기호

습식 세정, 습식 세탁, 웨트 클리닝(wet cleaning)은 전통적인 드라이 클리닝과 달리 화학 용제 사용을 피하는 전문적인 세탁 방법을 말한다. 화학 용제 중 가장 흔한 것은 테트라클로로에틸렌(일반적으로 퍼클로로에틸렌 또는 "퍼크"라고 함)이다. 환경 단체와 미국 환경보호청(EPA)은 이러한 대체 "습식 세정" 방법이 퍼크보다 환경에 더 좋다고 밝혔으며, 습식 세정 지지자들은 이러한 방법을 사용하면 일반적으로 드라이 클리닝이 필요한 의류의 수축이나 손상 없이 사용할 수 있다고 주장한다.
컴퓨터 제어 방식의 습식 세정 기계, 특수 건조기, 안전한 세제, 무독성 얼룩 제거제는 습식 세정을 환경 친화적인 방법으로 만든다. 습식 세정 기계는 다양한 의류를 물에서 안전하고 효율적으로 세탁할 수 있도록 제어 기능을 갖추고 있다. 세제와 얼룩 제거제는 작업자와 환경에 더 안전한 성분으로 만들어졌지만, 드라이 클리닝 용제만큼 오염, 얼룩, 냄새를 안전하고 효과적으로 제거한다. 장비, 세제, 그리고 기술은 모두 습식 세정의 성공에 기여한다.
미국 환경보호청(EPA)에 따르면, 습식 세정은 의류 세탁 중 가장 환경 친화적인 전문 방법이다. 유해 화학 물질을 사용하지 않고 유해 폐기물을 발생시키지 않으며, 대기 오염도 발생하지 않고 수질 및 토양 오염 가능성도 줄어든다. 습식 세정 과정에 사용되는 특수 세제와 컨디셔너는 가정용 세탁 세제보다 순하다. 모든 제품은 하수구로 배출되며 지역 폐수 처리 시설에서 쉽게 처리할 수 있다. 전문 세탁업체에게 습식 세정은 초기 자본, 소모품, 장비 및 유해 폐기물 처리 비용 절감, 숙련된 인력 의존도 감소 등 여러 가지 이점을 제공한다고 한다.
아메리칸 드라이 클리너(American Dry Cleaner)에 따르면, "드라이클리닝 업체의 74.7%가 캐주얼 의류와 스포츠웨어, 커튼과 가운 같은 특수 의류(42.3%), "비즈니스 캐주얼" 또는 부드러운 맞춤 의류(38%), 복원 작업복(25.4%), 맞춤 작업복(16.9%)을 세탁할 때 습식 세정을 사용한다. 일부 의류 제조업체는 드라이클리닝을 하지 않으면 의류가 손상될 것이라는 "합리적인 근거"가 없음에도 불구하고 "드라이클리닝 전용"이라고 잘못 표기하는 경우가 있다.

## 같이 보기
- 드라이 클리닝